# ييرسون موسكيرا
ييرسون موسكيرا (مواليد 2 مايو 2001) هو لاعب كرة قدم كولومبي يلعب كمدافع في نادي وولفرهامبتون واندررز.